# Horizons (chanson)
Pour les articles homonymes, voir Horizon.
Pistes de Foxtrot
Supper's Ready
(6)
Horizons est une chanson du groupe de rock progressif Genesis, sortie en 1972 sur l’album Foxtrot. D'une durée d'une minute et quarante-et-une secondes, elle figure en cinquième position sur l'album, en ouverture de la chanson épique Supper's Ready qui occupe le reste de la seconde face du vinyle.

## Thème
La pièce débute par un premier arpège joué en harmoniques sur une guitare acoustique et non classique. Le 2e arpège est inspiré du prélude BWV 1007 de Bach[réf. nécessaire]. 

## Musicien
- Steve Hackett : guitare 12 cordes, guitare classique

## Reprises
Steve Hackett reprend la chanson sur ses albums There Are Many Sides To The Night (1995), Hungarian Horizons - Live In Budapest (2002), Somewhere In South America ... Live In Buenos Aires (2002), Live Archive NEARFEST (2003), Live Archive 05 (2005), Live Archive 83 (2006), Live Archives (70,80,90,00's) (2006), Genesis Revisited II (2012), Genesis Revisited: Live At The Royal Albert Hall (2014) et Access All Areas (2014). 
Il reprend aussi la pièce avec le groupe Gandalf sur son album Gandalf Featuring Steve Hackett – Gallery Of Dreams - Plus Live! (2012). Elle est jouée par son frère John Hackett (en) sur l'album Marco Lo Muscio, John Hackett, Carlo Matteucci With Steve Hackett, David Jackson And Giorgio Gabriel – Playing The History (2013).
La pièce est interprétée par le guitariste italien Max Michieletto sur l'album de reprises de Genesis par divers artistes The River Of Constant Change - A Tribute To Genesis (1995).
La chanson est aussi reprise en concert par les tribute band canadien The Musical Box et italien The Watch.